# Bosco d'amore
Bosco d'amore è un film del 1981 diretto da Alberto Bevilacqua. 
Il soggetto è tratto da una novella di Boccaccio. La vicenda è ambientata nella Roma papalina e narra la storia d'amore di due giovani appartenenti alle famiglie rivali Orsini e Colonna.